# Рікардо Монтальбан
Рікардо Гонсало Педро Монтальбан і Меріно (ісп. Ricardo Gonzalo Pedro Montalbán y Merino, 25 листопада 1920 — 14 січня 2009) більш відомий як Рікардо Монтальбан — мексиканський і американський актор, відомий ролями в театрі, кіно і на телебаченні. Його кар'єра тривала понад 65 років, він не припиняв професійну діяльність до самої смерті.

## Біографія

### Дитинство і юність
Рікардо народився в Мехіко, але виріс у місті Торреон. Його батьками були іммігранти з Іспанії Рікарда Меріна і Хенаро Монтальбан, керуючий магазину. Крім Рікардо, в сім'ї було ще двоє дітей — його старший брат Карлос (теж актор) і сестра Кармен. У підлітковому віці Рікардо переїхав в Лос-Анджелес, де тоді жив Карлос. Вони переїхали в Нью-Йорк в 1940 році, і Рікардо отримав роль у п'єсі «Її картонний коханець». На наступний рік, дізнавшись, що його мати при смерті, він повернувся в Мексику. На своїй батьківщині Рікардо став зіркою, знявшись у багатьох іспаномовних фільмах.

### Кар'єра

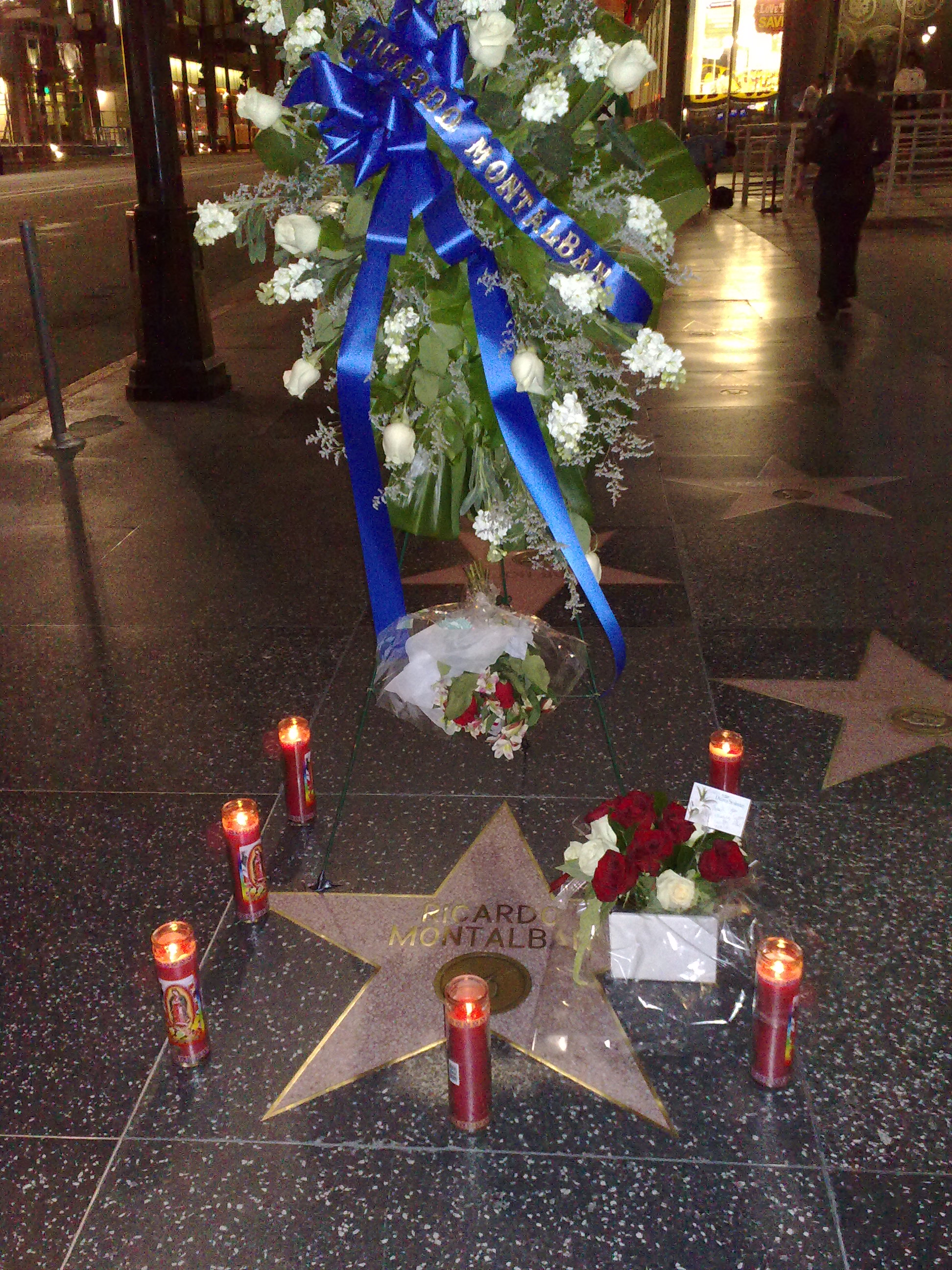
Зірка Рікардо Монтальбан на Голлівудській «Алеї слави»

Рікардо вперше знявся в кіно в 1943 році. За його власними словами, керівництво студії в Голлівуді хотіло, щоб він узяв собі сценічний псевдонім Ріккі Мартін. Рікардо часто грав азіатів, особливо японців, як у фільмі «Сайонара» (1957). Перша головна роль дісталася йому у фільмі «Випадок на кордоні» 1949 року. 21 листопада того ж року Рікардо з'явився на обкладинці журналу «Life», що до цього не вдавалося жодному іспаномовному акторові.
Багато з ранніх робіт Рікардо — характерні ролі типу «індіанець» або «латиноамериканський коханець» у вестернах. У 1950 році він отримав роль іншого типу, зігравши офіцера поліції у фільмі «Таємнича вулиця». В 50-х і 60-х роках Рікардо був одним з небагатьох іспаномовних акторів, які активно знімалися.
Одна з найвідоміших ролей Рікардо на телебаченні — містер Рорк з серіалу «Острів фантазій», в якому він знімався з 1978 по 1984 рік. Не менш відомі його роботи в фільмі «Зоряний шлях: Гнів Хана» (1982), в якому Рікардо зіграв Хана, і серіалах «Династія» і «Династія II. Сім'я Колбі» (1986—1987), де Рікардо постав в образі багатого авантюриста Зака Пауерса. Інші примітні роботи в кіно включають фільми «Втеча з планети мавп» (1971), «Завоювання планети мавп» (1972), «Голий пістолет» (1988), «Діти шпигунів 2: Острів несправджених надій» (2002) та «Діти шпигунів 3: Гра закінчена» (2003).

### Травма
У 1951 році на зйомках фільму «Через широку Міссурі» Рікардо впав з коня, знепритомнів і був затоптаний іншим конем. Це призвело до серйозної травми спини, яка давала знати про себе все життя. У 1993 році біль посилився, Рікардо переніс 9-годинну операцію на хребті, внаслідок чого йому паралізувало ноги.

### Особисте життя
Рікардо одружився з акторкою і моделлю Джорджианою Янг (сестрою Лоретти Янг) у 1944 році, у них народилося четверо дітей: Лора, Марк, Аніта і Віктор. Подружжя прожило разом 63 роки. 13 листопада 2007 року Джорджиана померла у віці 84 років.

### Смерть
Помер 14 січня 2009 року у себе вдома в Лос-Анджелесі у 88-річному віці. Причина смерті не була встановлена, але за словами його зятя Гілберта Сміта, він помер від «ускладнень похилого віку». Рікардо похований поруч зі своєю дружиною Джорджианою Янг на Цвинтарі Святого Хреста.

## Фільмографія
- 1947 — Фієста
- 1950 — Загадкова вулиця
- 1951 — По широкій Міссурі
- 1957 — Сайонара
- 1962 — Пригоди молодого Хемінгуея
- 1967 — Космічне сім'я
- 1967 — Високий чагарник
- 1969 — Мила Чаріті
- 1971 — Втеча з планети мавп
- 1972 — Завоювання планети мавп
- 1976 — Серіал Коломбо: Справа честі
- 1977 — Острів фантазій
- 1982 — Зоряний шлях 2: Гнів Хана
- 1984 — Перегони «Гарматне ядро»
- 1985 — Династія 2: Родина Колбі
- 1986 — Династія
- 1988 — Голий пістолет
- 1990 — Серіал Вона написала вбивство: Вбивство в тональності Фа-Мажор
- 2002 — Діти шпигунів 2: Острів несправджених надій
- 2003 — Діти шпигунів 3: Гра закінчена
- 2006 — Лихо мурашине